# Manuel Mindán Manero
Manuel Mindán Manero (Calanda, Teruel, 12 de diciembre de 1902 - Madrid, 19 de septiembre de 2006) fue un sacerdote y filósofo español, popularmente conocido como el Padre Mindán.

## Biografía
Tras estudiar en los seminarios de Belchite y Zaragoza, inició estudios de Historia en la Universidad de Zaragoza, donde fue discípulo de José Gaos. En el verano de 1940 obtuvo el número 1 en el concurso a las primeras cátedras de Filosofía y tras pasar un año en Ávila volvió a ganar en un concurso de méritos la cátedra de filosofía en el Instituto Ramiro de Maeztu de Madrid.
Se doctoró en Filosofía en 1951 por la Universidad de Madrid, ejerciendo como catedrático y funcionario en los Institutos de Ávila y Ramiro de Maeztu de Madrid. Fue secretario del Instituto Luis Vives de Filosofía del CSIC y director, durante 25 años, de la Revista de Filosofía, en la que publicó más de treinta trabajos. También fue profesor durante 18 años en la Escuela Superior de Ingenieros de caminos, canales y puertos.
De sus años de Catedrático de Filosofía en el Ramiro de Maeztu, hay que destacar la formación de profesores-alumnos que le veían explicar la asignatura. Autor del libro de Texto "Historia de la Filosofía y las Ciencias". Ocupó la Cátedra hasta su jubilación. Fue director del Internado "Generalísimo Franco", donde residió. Publicó además del texto citado, varios libros siendo de especial interés el que recoge la historia del Instituto. 
Después de su jubilación oficial, a los 70 años, siguió dando clases en el Centro de Estudios Universitarios hasta cumplir los 86 años. En el año 1983 se le concedió la Medalla de Oro al Mérito Docente.

### Amistad con Luis Buñuel
Gran amigo de infancia de su convecino el director de cine Luis Buñuel, compartieron sus ratos de ocio en Calanda; Mindán relata las anécdotas propias de esta época en dos de sus libros de memorias, así como en un par de películas documentales dedicadas al cineasta, Buñuel (Rafael Cortés, 1984) y A propósito de Buñuel (José Luis López-Linares y Javier Rioyo, 2000), demostrando haber sido uno de los mejores conocedores de la infancia de Buñuel.

### Pensamiento
“...El hombre es el único animal capaz de conocer. Ese conocimiento es valioso cuando se dirige a la verdad y la logra. El conocimiento verdaderamente bueno es el que alcanza ésta, haciendo al hombre libre. La libertad, que es el segundo gran tesoro del hombre, se realiza plenamente en la búsqueda y hallazgo de la verdad. Conocimiento, verdad y libertad convergen en un mismo anhelo: hacer del hombre el ser humano.” (de Conocimiento, verdad y libertad, 1996)

### Legado
En 2005, un año antes de su muerte, fue constituida por el propio Padre Mindán la Fundación Mindán Manero, con sede en Calanda, villa natal del filósofo. El objetivo de esta fundación es el fomento de actividades de tipo cultural y educativo, así como el patrocinio de Jornadas filosófico-culturales y el mantenimiento del archivo de documentos del titular.

## Obras

### Libros
- La persona humana. Aspectos filosófico, social y religioso (1962)
- Historia de la filosofía y de las ciencias (1964)
- Andrés Piquer, filosofía y medicina en la España del siglo XVIII (1991)
- Recuerdos de mi niñez (1992)
- Testigo de noventa años de historia. Conversaciones con un amigo en el último recodo del camino (1995)
- Conocimiento, verdad y libertad (1996)
- Historia del Instituto 'Ramiro de Maeztu' de Madrid (2001)
- Reflexiones sobre el hombre, la vida, el tiempo, el amor y la libertad (2002)
- Mi vida vista desde los cien años (2004)

### Artículos
- Los cursos de D. Manuel García Morente en la Universidad de Madrid (1933–1936)
- El esfuerzo hacia la Trascendencia (1942)
- Sobre un intento de noumenología (1944)
- La filosofía española en la primera mitad del siglo XVIII (1953)
- Existencia y carácter de la filosofía en España (1954)
- Filosofía y verdad (1955)
- La verdad, ideal supremo de San Agustín (1955)
- El movimiento filosófico de Gallarate y su XI Convenio (1955)
- La fenomenología: su función metodológica y sus posibilidades (1955)
- El fundamento de la conducta en el escepticismo griego (1956)
- Andrés Piquer y su contribución a la Historia de la Medicina (1956)
- La doctrina del conocimiento en Andrés Piquer (1956)
- Ortega y Gasset, o homen e o filosofo (1956)
- El último curso de Ortega en la Universidad de Madrid: Principios de Metafísica según la razón vital (1957)
- Implicación mutua de verdad y libertad (1958)
- El nivel humano del conocimiento (1958)
- La función de la forma en el conocimiento (1958)
- Los sentidos de la verdad (1958)
- Las corrientes filosóficas en la España del siglo XVIII (1959)
- La libertad en Sócrates y Platón (1960)
- La libertad en Aristóteles (1960)
- La libertad humana frente al conocimiento y a la acción divinas (1960)
- Aspectos religiosos de la libertad. La libertad de Dios (1960)
- Gracia y libertad (1960)
- La concepción física de Andrés Piquer (1964)
- Verdad y libertad (1968–1969)
- Cincuenta años de la Revista de Filosofía (1992)
- La enseñanza de Gaos en España (2001)
- El magisterio de José Gaos en España (2001)
- Recuerdos de José Gaos (2001)

### Traducciones
- Reglas para la dirección del espíritu de Descartes (1935)
- Selección filosófica de Santo Tomás de Aquino (1942)

## Reconocimientos
- Medalla de Oro al Mérito Docente (1983)
- Nombramiento de Hijo Predilecto de la Villa de Calanda (1992)
- Cruz de San Jorge de la Diputación de Teruel (1996)
- Medalla al Mérito Cultural del Gobierno de Aragón (1996)
- Comendadores de la Orden de Alfonso X el Sabio (1999)
- Medalla de Oro al Mérito en el Trabajo (2002)
- Patriarca de Aragón (2002) según acuerdo de la Asamblea del Ateneo de Zaragoza
- Socio de Mérito de la Real y Excma. Sociedad Económica Aragonesa de Amigos del País (2002)